# Ірбенська протока
Ірбе́нська прото́ка (ест. Kura kurk, латис. Irbes jūras šaurums) — протока, що з'єднує Ризьку затоку та Балтійське море. Розташована між півостровом Сирве на естонському острові Сааремаа і мисом Колкасрагс на Курляндському півострові Латвії. Переважаючі глибини 10—20 м, ширина — 27 км. Біля південного узбережжя поглиблено судноплавний канал для проходу великих суден.
Протоку названо на честь місцевої річки Ірбе, яка впадає в Балтійське море біля латвійського селища Лієлірбес (Вентспілський район).
8 серпня 1915 року в Ірбенській протоці відбувся бій броненосця «Слава» з німецькими лінкорами «Позен» і «Нассау». За часів Першої та Другої світових воєн було встановлено понад 14 000 морських мін, які все ще знаходять у протоці.